# Vukovar
Vukovar er en by i det østlige Kroatien, med et indbyggertal på 23.175 (2021). Byen ligger ved grænsen til nabolandet Serbien. I byen løber floden Vuka sammen med Donau.

## Etymologi
Den første stavelse "Vuk" er afledt af floden Vuka. Den anden stavelse "var" (ungarsk: "vár" eller "város") er ungarsk for "borg" eller "by". Oversat betyder navnet "byen ved Vuka".
Flodens navn Vuka er afledt af det sydslaviske ord "vuk" som betyder ulv.

## Kroatien-krigen
Under Vukovar-slaget i efteråret 1991, som var en del af Kroatien-krigen, blev byen belejret og beskudt i 87 døgn af serbiske styrker. Byen var nærmest helt ødelagt, da den faldt 18. november 1991. 
Vukovar var en statelig by med flotte bygninger fra den habsburgske periode. Den jugoslaviske hær (JNA) brugte "Groznyj-metoden". I en måned hamrede artilleriet løs og reducerede byen til en "ruin".
Den 19. november 1991 tog enheder fra den jugoslaviske hær JNA under ledelse af den nu krigsforbrydertiltalte Mile Mrkšić kontrollen over sygehuset i Vukovar. Sygehusets ledelse og en del ansatte blev indkaldt til et møde, mens 400 ikke-serbere – sårede patienter, ansatte, familiemedlemmer, tidligere forsvarere af byen, journalister, kroatiske politiske aktivister og andre civile – blev tvunget ud af sygehuset, til trods for at der var aftalt en evakuering fra sygehuset med Røde Kors. Mindst 264 af disse blev derefter tortureret, mishandlet og dræbt ved Ovčara udenfor byen.
Mrkšić er, sammen med de to andre ansvarlige officerer Miroslav Radić og Veselin Šljivančanin, kendt som Vukovar-Tre.